# Isla de Dalupiri (Sámar del Norte)
Dalupiri es una isla filipina, perteneciente a la provincia de Sámar del Norte.

## Descripción
La isla se encuentra en el mar de Sámar y se corresponde con el término municipal de San Antonio. Aparece descrita en el segundo volumen del Diccionario geográfico, estadístico, histórico de las Islas Filipinas (1851) de Manuel Buzeta Núñez y Felipe Bravo con las siguientes palabras:

DALUPIRI, conocida tambien con el nombre de PUERCOS: isla adscrita á la prov. de Samar; sit. entre los 127° 52' 30", y 127° 56' long., 12° 22' 30", y 12° 30" lat.; tiene 2 y ½ leg. de N. á S., y 1 de E. á O., y unas 2 leg. cuadradas por un promedio, dist. como unos ¾ de leg. al E. de la de Capul, y ½ leg. al O. de la de Samar. El terreno es montuoso y hay alguna caza, criándose tambien en sus montes varias clases de maderas, y caza mayor y menor de búfalos, javalíes, venados y una gran variedad de aves. Sus costas son por lo comun escarpadas y de dificil arribada, no hallándose en ellas surgideros ni ensenadas, capaces de dar abrigo á las mas pequeñas embarcaciones, por cuya razon aunque abundan de pescado, pocas veces se pesca en ellas.
(Buzeta y Bravo, 1851, p. 7)